# Карабас (селище)
Караба́с (каз. Қарабас) — селище у складі Абайського району Карагандинської області Казахстану. Адміністративний центр та єдиний населений пункт Карабаської селишної адміністрації.
Населення — 3122 особи (2021; 2484 у 2009, 2682 у 1999, 3214 у 1989).
Розташоване за 34 км на південь від Караганди. Залізнична станція, кам'яний кар'єр. В селищі міститься виправно-трудова колонія.